# Gsteig
Gsteig (även: Gsteig bei Gstaad) är en ort och kommun i distriktet Obersimmental-Saanen i kantonen Bern, Schweiz. Kommunen har 1 020 invånare (2023).